# Língua letã
O letão (latviešu valoda), também conhecido como letoniano, leto, letonês, letônio (português brasileiro) ou letónio (português europeu) é uma língua báltica oriental pertencente ao ramo báltico da família indo-europeia, sendo uma das poucas línguas bálticas atualmente em uso.
Considerada o idioma oficial da Letônia, é a língua mais falada do país com 62% da população tendo-a como primeira língua, sendo seguida pelo russo (37%), bielorrusso, ucraniano, lituano e polonês. De acordo com o Ethnologue, 1,84 milhão de habitantes da Letônia falam letão, sendo 1,39 milhão como primeira língua (2021) e 450 mil como segunda língua (2012). Além disso, estima-se que haja entre 120 e 160 mil falantes em outras localidades, principalmente na Alemanha, Suécia, Canadá, Estados Unidos, Austrália e Reino Unido. No Brasil, a comunidade leta está concentrada nas regiões sul e sudeste, provinda de ondas migratórias iniciadas em 1889 devido à ocupação pelo Império Russo e intensificadas na década de 1920 com o fim da Primeira Guerra Mundial.

## Etimologia

Os Latgalianos no contexto das outras tribos bálticas

Em letão, latviešu valoda significa 'língua letã', sendo o termo originado a partir de latvis 'letão' declinado no genitivo e valoda 'língua'. Latvis e Latvija 'Letônia' são palavras derivadas da denominação dos antigos Latgalianos, uma das quatro tribos bálticas que habitavam a região no final do primeiro milênio da era comum.
A primeira menção escrita à Letônia de que se tem registro foi feita por Henricus de Lettis (Henrique da Letônia [lv]) entre 1225 e 1227, em uma crônica sobre a cristianização de tribos pagãs do Báltico. Nesse texto, escrito em latim, Henricus denomina o atual território da Letônia e então área habitada pelos Latgalianos como "Lettigalia" e "Lethia", termos que inspiraram muitas das variações românicas e germânicas do nome do país e da língua letã.

## Distribuição
Apesar de o letão ser majoritariamente falado no território da Letônia, muitas famílias letas deixaram seu país de origem com as ocupações decorrentes da ocupação russa, Primeira Guerra Mundial e Segunda Guerra Mundial, no movimento conhecido como diáspora leta. Formaram-se assim comunidades dispersas cuja língua materna é muitas vezes o letão e em que se praticam os costumes e tradições da Letônia. A partir da restauração da independência em 1991, muitos emigrantes estão revisitando sua terra natal e se restabelecendo no território letão.Abaixo estão listadas algumas das maiores comunidades letas ao redor do mundo:
- Reino Unido: cerca de 43 mil letões (censo de 2021) vivem principalmente na Inglaterra e na Escócia. Entre 1946 e 1950, muitos refugiados letos foram levados para a o Reino Unido para suprir a falta de mão de obra decorrente das perdas da guerra.[14]

- Alemanha: cerca de 40 mil letões (censo de 2020) vivem no país, que foi um dos principais destinos das primeiras ondas migratórias letas e de onde muitas famílias partiram para outras localidades após o período nos campos de deslocados.[14]Selo postal da URSS representando instrumentos letões tradicionais.

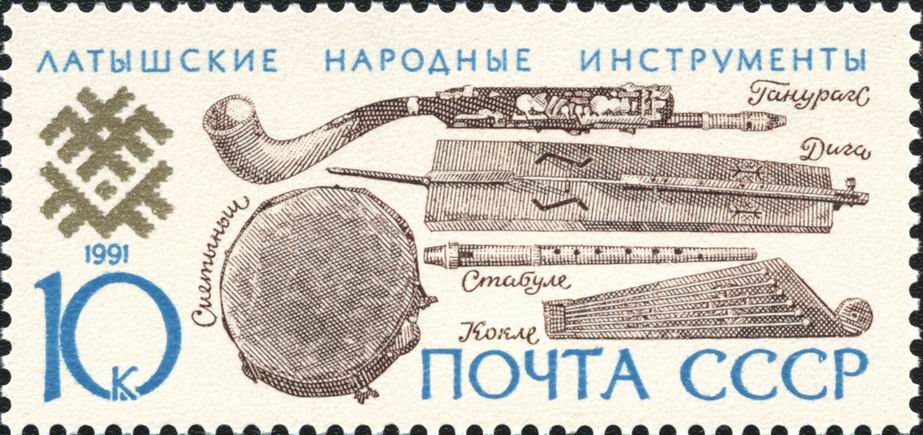
Selo postal da URSS representando instrumentos letões tradicionais.

- Estados Unidos: cerca de 14 mil letões (censo de 2019) vivem principalmente em Nova Iorque, Massachussets, Illinois, Flórida e Califórnia, tendo imigrado principalmente após a Segunda Guerra Mundial. No censo de 1990, cerca de 13% daqueles com descendência letã afirmaram não falar inglês muito bem. [15]

- Rússia: cerca de 8,6 mil letões (censo de 2020) vivem no país, onde muitos imigrantes formaram comunidades no que hoje é o território do Bascortostão. No final do século 19, muitos letões migraram para essa região em busca de lotes de terra por preços mais acessíveis, formando com o tempo cooperativas agrárias prósperas. Com a Segunda Guerra Mundial, houve uma onda de retorno à Letônia, mas algumas famílias mantiveram-se em território russo.[16]
- Canadá: cerca de 6 mil letões (censo de 2021) vivem principalmente em Ottawa, nas pradarias canadenses e na Colúmbia Britânica. Em uma primeira onda de imigração anterior à 1939, muitos letões se fixaram em zonas rurais; já a partir de 1945, imigrantes começaram a optar pelos grandes centros urbanos à procura de melhores condições de emprego.[17]

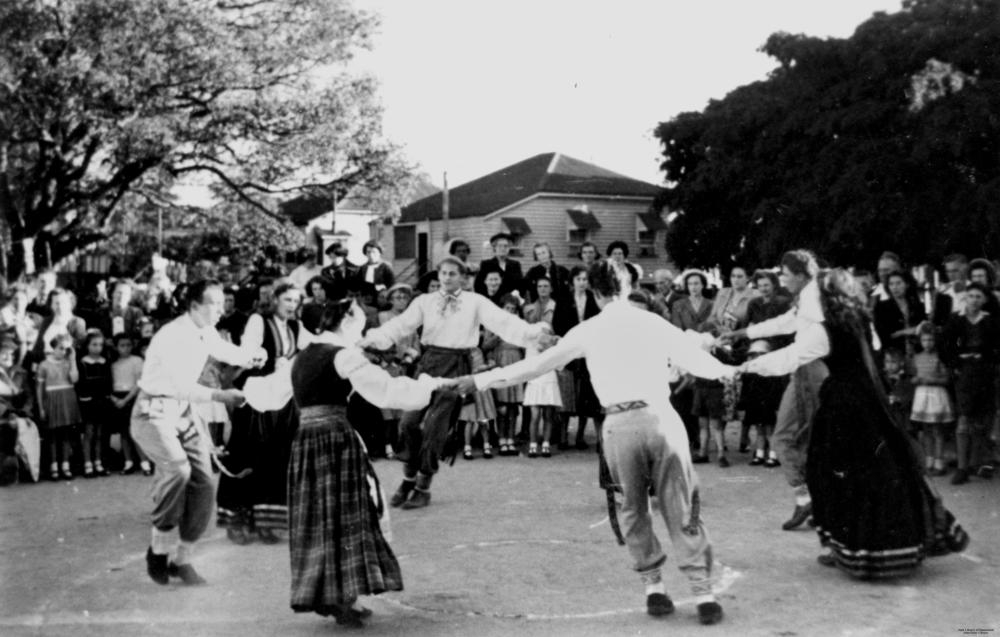
Grupo de danças folclóricas letas em Brisbane, Austrália (1953)

- Suécia: cerca de 6,5 mil letões (censo de 2020) vivem no país, que recebeu a primeira onda migratória vinda de barcos.[18] A comunidade se distingue por ser majoritariamente composta por trabalhadores da intelligentsia e, devido à proximidade entre a Suécia e a Letônia, permitir que muitos imigrantes tenham a oportunidade de participar da vida social e cultural de sua terra natal.[19]
- Austrália: cerca de 2,3 mil letões (censo de 2021) vivem principalmente em Victoria, onde aproximadamente 60% das famílias letas afirma falar letão em casa. A maioria dos refugiados chegou no país na década de 1950, sendo compelidos a trabalhar em empregos fisicamente desgastantes para cumprir o contrato de imigração.[20]

### Línguas Relacionadas
Tanto o letão quanto o lituano pertencem ao ramo báltico da família indo-europeia, sendo as últimas línguas bálticas ainda em uso. Dessa forma, as duas línguas compartilham muitos traços morfológicos, sintáticos e semânticos, apesar de não serem mutualmente inteligíveis. Tendo se separado por volta dos séculos 6 e 7 da era comum, a formação do letão se deu pelo contato ao norte com povos fino-úgricos e a do lituano pelo contato ao sul com povos eslavos, de forma que a proximidade báltica-eslava fez com que o lituano sofresse menos transformações em comparação ao letão.
Ambas as línguas apresentam dois gêneros gramaticais (com exceção de alguns dialetos), sete casos gramaticais e três tempos verbais, entre outras semelhanças. Quanto aos traços que as diferem, alguns exemplos incluem a flexibilidade no posicionamento da sílaba tônica no lituano em oposição à tônica fixa na primeira sílaba de palavras em letão, além das seguintes transformações fonéticas que aconteceram no letão mas permaneceram inalteradas e semelhantes ao prussiano antigo e demais línguas bálticas extintas no lituano:
| Transformação fonéticas no letão                        | Lituano | Letão      | Português         |
| ------------------------------------------------------- | ------- | ---------- | ----------------- |
| an → uo                                                 | rankà   | rùoka      | mão               |
| en → ie                                                 | peñktas | piekt(ai)s | quinto            |
| in → ī                                                  | pìnti   | pīt        | tecer, entrelaçar |
| un → ū                                                  | jùngas  | jūgs       | jugo              |
| monotongação dos ditongos ai, ei, au (em posição final) | vedeĩ   | vedi       | você liderou      |
| vogal longa → vogal curta (em palavras polissilábicas)  | pelė    | pele       | rato              |
| vogal curta → sem vogal (em palavras polissilábicas)    | dáiktas | daikts     | coisa             |
| consoantes velares palatais → africadas dentais         | gerti   | dzert      | bebida            |

### Dialetos
O agrupamento de dialetos e variações no letão é um tópico ainda em debate, mas uma das correntes mais aceitas pelos linguistas é a que afirma a existência de três dialetos principais no letão, distinguidos pelas diferenças prosódicas, fonéticas e morfológicas: dialeto central (vidus dialekts), dialeto livoniano (lībiskais dialekts) e alto letão (augšzemnieku dialekts). Cada dialeto possui suas próprias variações que não devem ser confundidas com as línguas livoniano, curônio, semigálico e selônio.

Distribuição geográfica dos dialetos letões. Em azul o dialeto livoniano (Lībiskais dialekts), em verde o dialeto central (Vidus dialekts) e em laranja o alto letão (Augšzemnieku dialekts).

#### Dialeto Central
O dialeto central é falado do centro e sudoeste da Letônia, sendo o dialeto mais conservador e base para a variedade padrão do letão.Pode ser subdividido em três variações: a variação vidzeme (vidzemes izloksnes), caracterizada pela inserção de /i:/ em construções no futuro; a variação semigálica (zemgaliskas izloksnes), caracterizada pela tendência de inserção de vogais entre ⟨r⟩ e ⟨l⟩ e a próxima consoante; e a variação curônia (kursiskas izloksnes), mais arcaica que as outras duas e caracterizada, por exemplo, pela preservação de /u/ anterior a /b/ e /v/ em oposição à transformação /u/ → /i/ em outras variações.

#### Dialeto Livoniano
O dialeto livoniano é falado no noroeste da Livônia e da Curlândia, originado pelo contato da língua fino-úgrica dos povos indígenas livônios com a língua letã. Algumas de suas especificidades incluem: redução de vogais átonas em posições finais (fenômeno que acontece no livoniano, sendo considerado um aspecto de substrato do letão por alguns linguistas); processo de indistinção entre os gêneros masculino e feminino (também relacionado com a não existência de gênero gramatical em línguas fínicas); e algumas palavras diferentes do letão padrão, como liblana 'borboleta' em oposição à tauriņš no dialeto central.

#### Alto Letão
O alto letão é falado na parte oeste da Letônia, principalmente na Lategália e na Selônia. Alguns traços que distinguem o dialeto são: articulação de vogais mais anteriores que as do dialeto central no caso de a próxima sílaba não conter fator palatal; palatalização de consoantes antes de vogais frontais; marcação do objeto de uma oração no caso genitivo e não no acusativo, provavelmente por influência de línguas eslavas. O alto letão costuma ser subdivido em duas ou quatro variações, com destaque para a variação latgalia que é alvo de debates a respeito de sua classificação como dialeto do letão ou como língua independente.

## História

### Formação da língua
Por volta de 2000 antes da era comum, os proto-Baltos se assentaram entre o atual território polonês e os montes Urais russos, tendo também contato com outras línguas que eram faladas nessa região. A língua dos proto-Baltos então se dividiu no báltico ocidental, cujo último descendente foi o já extinto Prussiano Antigo, e o báltico oriental, que originou as línguas leta e lituana. A separação entre o letão e lituano ocorreu por volta dos séculos VI e VII da era comum, em que o letão teve mais contato com tribos fino-úgricas e o lituano com tribos eslavas.
Algumas camadas do atual vocabulário da língua remontam a esses processos. Como língua indo-europeia, o letão compartilha cognatos presentes em outras línguas da família, como māte 'mãe', saule 'sol' e diena 'dia'. Em seguida, existem termos de estrato balto-eslavo, como galva 'cabeça' (em lituano galva, em russo golova e em polonês głowa) - no entanto, a existência do ramo balto-eslavo é um tópico em debate entre os linguistas, de forma que alguns argumentam que a semelhança entre as línguas bálticas e eslavas se deram pelo contato prolongado entre elas. Quanto ao grupo báltico, muitas palavras do letão e do lituano possuem as mesmas raízes, como a palavra leta kōja e a lituana koja 'pé, perna'. Finalmente, a separação das línguas bálticas pode ser observada em vocabulários com origens distintas, como a palavra leta mati e a lituana plaukai 'cabelo'.

### Influências externas

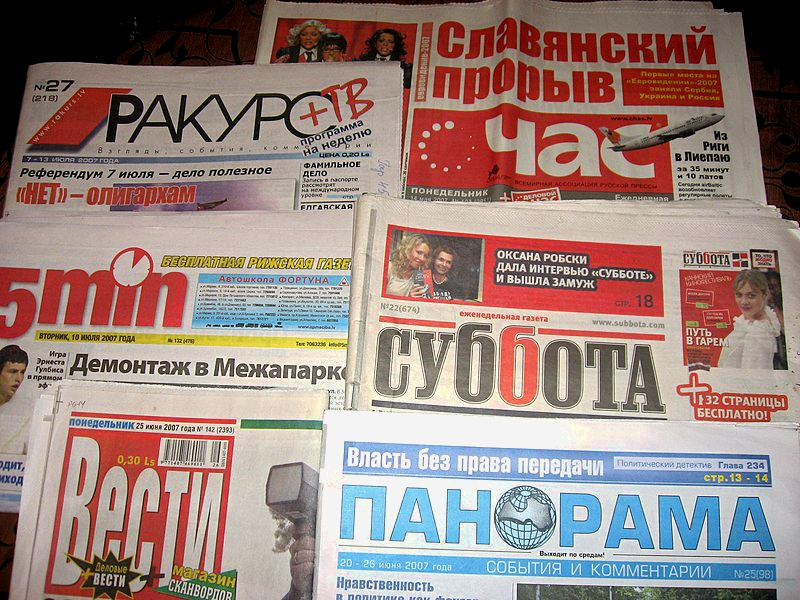
Jornais escritos em russo vendidos na Letônia (2007).

O território letão passou por diversas ocupações ao longo da história que influenciaram a língua leta, sendo a intervenção eslava uma das principais influências. Antes do século XIII, muitas tribos bálticas foram submetidas aos principados russos de Polock e Pskov, o que resultou nos mais antigos termos letos voltados para a religião cristã, como baznīca 'igreja' (do russo antigo božǐnica) e grēks 'pecado' (do russo antigo grĕchǔ). Com a ocupação de toda a Letônia pelo Império Russo séculos depois, e mais tarde com a incorporação do país à União Soviética em 1940, o processo de russificação da região se intensificou com a língua russa tornando-se a língua oficial do Estado e a língua leta assumindo a posição de ameaçada a se tornar uma língua minoritária. Diante disso, não apenas muitas palavras letas possuem origem russa, mas também parte significativa da população que hoje reside na Letônia é etnicamente russa e tem como o russo sua primeira língua.
Outra influência significativa na língua leta foi a germânica, iniciada no século XIII por meio da chegada de comerciantes e missionários vindos da Alemanha nos atuais territórios da Letônia e da Estônia. Esses imigrantes tornaram-se a elite monetária e religiosa da região, de forma que o letão passou a ser considerado a 'língua dos camponeses'. Entretanto, apesar de algumas palavras letas terem seu desenvolvimento atrelado a esse processo, alguns consideram que a troca lexical entre a população alemã e leta era restrita devido ao isolamento da elite em relação ao resto da população. Dessa forma, a principal influência germânica se deu no letão escrito.
Em 1988, o letão voltou a ser considerado o idioma oficial da Letônia, seguido pela independência do país em 1991. Nesse contexto, a população etnicamente leta representava pouco mais de metade dos habitantes do território, e com o processo de globalização iniciou-se o processo de empréstimos da língua inglesa. Com isso, muitas políticas de proteção da língua leta foram implementadas visando atenuar as influências externas histórias e contemporâneas, como a aplicação de multas a restaurantes que não apresentam cardápios em letão e a necessidade de ser aprovado em três testes na língua para trabalhar no setor público. Tais medidas geram controvérsias entre a população, sendo que muitos falantes de russo reivindicam a declaração da língua russa como segunda língua oficial da Letônia.

## Fonologia

### Consoantes
A língua letã possui 26 fonemas consonantais, identificados no quadro abaixo:
|                   | Labial | Alveolar | Palato-alveolar | Palatal | Velar |
| ----------------- | ------ | -------- | --------------- | ------- | ----- |
| Nasal             | m      | n        |                 | ɲ       |       |
| Plosiva           | p b    | t d      |                 | c ɟ     | k ɡ   |
| Fricativa         | f v    | s z      | ʃ ʒ             |         |       |
| Aproximante       |        |          |                 | j       |       |
| Africada          |        | t͡s d͡z    | t͡ʃ d͡ʒ           |         |       |
| Vibrante múltipla |        | r        |                 |         |       |
| Lateral           |        | l        |                 | ʎ       |       |

1. 1 2 3 4 5 6  Alguns estudos[35] apontam o ponto de articulação desses fonemas como dental

#### Assimilação consonantal
Na maioria dos encontros consonantais em letão, a última consoante do grupo determina o aspecto vozeado ou desvozeado das anteriores em uma assimilação regressiva por vozeamento. É importante notar que consoantes soantes não possuem efeito assimilador sobre outras consoantes e também não são afetadas, além de consoantes vozeadas não são desvozeadas em posição final.
Vozeamento: caráter vozeado da última consoante torna as anteriores vozeadas:
apdraudēt ['abdraudɛ:t] 'pôr em perigo'
Desvozeamento: caráter desvozeado da última consoante torna as anteriores desvozeadas: 
derīgs ['dɛri:ks] 'adequado'
Existem casos particulares que fogem funcionamento geral da assimilação consonantal em letão, como os listados abaixo:
- Assimilação de sibilantes

Em encontros consonantais das silibantes, os fonemas consonantais /s/, /z/, /ʃ/ e /ʒ/ sofrem assimilações parciais ou totais em processos que podem ser tanto regressivos quanto progressivos:
| Encontro | Pronúncia | Assimilação | Letão    | Transcrição fonética | Português             |
| -------- | --------- | ----------- | -------- | -------------------- | --------------------- |
| sč       | [ʃt͡ʃ]     | regressiva  | pusčetri | ['puʃt͡ʃɛtri]         | três e meia (horário) |
| zš       | [ʃˑ]      | regressiva  | uzšķirt  | ['uʃˑtjirt]          | separar               |
| zž       | [ʒˑ]      | regressiva  | izžāvēt  | ['iʒˑa:vɛ:t]         | tornar seco           |
| šs       | [ʃˑ]      | progressiva | gaišs    | [gaiʃˑ]              | luz, brilho           |
| žs       | [ʃˑ]      | progressiva | mežs     | [mɛʃˑ]               | floresta              |

1. 1 2 3 4  Consoante semi-longa

- Velarização da nasal alveolar

Antes dos fonemas /k/ e /g/, a nasal alveolar ⟨n⟩ é pronunciada como [ŋ], em uma assimilação regressiva por local de articulação:
banka ['baŋka] 'banco'
bungas ['buŋgas] 'tambor'

#### Consoantes silábicas
Os fonemas consonantais soantes /l/, /n/ e /r/ podem constituir sílaba isoladamente em letão, geralmente associadas à marcação masculina nominativa -s: putns 'pássaro', stikls 'espelho', gudrs 'sábio'. Estima-se que originalmente existia uma vogal entre a consoante soante e a marcação -s, traço que se preservou no Lituano, como em stiklas 'espelho' e gudrus 'sábio'.

### Vogais
O letão possui 12 fonemas vocálicos, em que 6 são vogais curtas e 6 são as correspondentes vogais longas.
|              | Anterior | Anterior | Posterior | Posterior |
| curta        | longa    | curta    | longa     |           |
| ------------ | -------- | -------- | --------- | --------- |
| Fechada      | i        | i:       | u         | u:        |
| Semifechada  |          |          | o         | o:        |
| Semiaberta   | ɛ        | ɛ:       |           |           |
| Quase aberta | æ        | æ:       |           |           |
| Aberta       | a        | a:       |           |           |

Alguns estudos apontam que as vogais semifechadas não arredondadas /e/ e /e:/ são produzidas de forma mais aberta, constituindo os fonemas /ɛ/ e /ɛ:/, e que as vogais /a/ e /a:/ são realizadas de forma mais anterior, constituindo os fonemas /ɑ/ e /ɑ:/. 

#### Pronúncia de ⟨e⟩
Os fonemas /ɛ/ e /æ/ e suas respectivas versões longas são representados ortograficamente como ⟨e⟩ ou ⟨e:⟩. Algumas teorias indicam que essa falta de distinção ortográfica tem origem na distribuição complementar de um mesmo fonema em dois alofones, em que ⟨e⟩ era pronunciado como [ɛ] antes de de uma vogal anterior na próxima sílaba e como [æ] antes de pausa ou vogal posterior na próxima sílaba. Com o desenvolvimento da língua, os alofones evoluíram para fonemas separados e os critérios para a pronúncia de ⟨e⟩ e ⟨e:⟩ tornaram-se mais complexos.

#### Pronúncia de ⟨o⟩
Os fonemas vocálicos /o/ e /o:/ e o ditongo /uo/ são representados ortograficamente como ⟨o⟩. A letra é pronunciada como um ditongo em empréstimos que estão na língua há muito tempo ou em palavras de origem leta. Já pronuncia como vogal acontece majoritariamente em empréstimos recentes, sendo /o/ mais comum no começo das palavras, em nomes de lugares e em sobrenomes, e a pronúncia /o:/ mais utilizada em monossílabos e no final de palavras.

#### Vocalização de consoantes
Após vogais curtas (a, e, i, u) na mesma sílaba, os fonemas /j/ e /v/ são geralmente pronunciadas como [i] e [u], respectivamente, originando ditongos. Há situações em que ocorre variação entre as pronúncias consonantal e vocálica:
dzejnieks ['dzeinieks] 'poeta'
gatavs ['gat:aus]/['gat:avs] 'preparado'

#### Apofonia
A língua mantém alguns traços da apofonia do indo-europeu (ablaut), em que a versão flexionada de uma palavra é formada pela mudança de uma vogal (ou ditongo) em sua raiz. O fenômeno da apofonia só ocorre em relação à flexão verbal no letão, diferentemente de outras línguas indo-europeias em que há a apofonia de substantivos e adjetivos. Abaixo estão exemplos em que há a marcação de transitividade e tempo verbal, respectivamente:
birt 'cair' vs. bērt 'derramar'
likt 'colocar' vs. lieku 'eu coloco'

### Tons
O letão é uma língua tonal, de forma que duas palavras podem ser distinguidas apenas pelo tom em que são pronunciadas. Originalmente, afirma-se que existem três tons na língua:
- Tom uniforme (stieptā intonācija)

O tom uniforme é representado pelo til (˜). A sílaba é pronunciada de forma uniforme do começo ao fim, como em laũks 'campo' e pañts 'verso'. 
- Tom decrescente (krītošā intonācija)

O tom decrescente é representado pelo acento grave (`). O volume e o tom aumentam inicialmente e vão gradualmente diminuindo ao longo da sílaba, chegando próximos a um sussurro no final. Alguns exemplos incluem gaìss 'ar' e àita 'ovelha'. 
- Tom quebrado (lauztā intonācija)

O tom quebrado é representado pelo acento circunflexo (ˆ). O volume e o tom aumentam inicialmente, ocorre uma interrupção, e então diminuem abruptamente. Alguns exemplos incluem maîze 'pão' e laûzt 'quebrar'.
A separação de tons varia de acordo com o dialeto, sendo a classificação acima baseada no dialeto central. No dialeto livoniano o tom decrescente se fundiu com o tom quebrado, enquanto em alto letão os tons que se fundiram foram o tom decrescente e o tom uniforme.  
Apesar de ser uma língua tonal, poucas palavras em letão são diferenciadas apenas pelo tom em que são pronunciadas. Alguns exemplos incluem: 
loks [luõks] ‘cebolinha’ vs. loks [luòks] ‘arco’ vs. logs [luôks] ‘janela’
griezt [grìezt] ‘cortar’ vs. griezt [griẽzt] ‘girar’

## Ortografia
O sistema de escrita utilizado na língua é o alfabeto latino, porém em uma versão expandida com 33 caracteres e que não inclui as letras Q, W, X e Y. Além disso, as letras F e H são usadas apenas em empréstimos e a representação dos fonemas ⟨d͡z⟩ e ⟨d͡ʒ⟩ é feita por meio dos dígrafos ⟨dz⟩ e ⟨dž⟩, respectivamente.
O letão utiliza 3 diacríticos: o mácron (¯) sobre as letras A, E, I e U indica o alongamento da vogal; o caron (ˇ) em Č, Š e Ž  constitui os fonemas /tʃ/, /ʃ/ e /ʒ/, respectivamente; e o cedilha (¸) em Ģ, Ķ, Ļ e Ņ indica a palatalização. É importante notar que em sua forma minúscula, Ģ recebe o diacrítico na parte superior da letra pela falta de espaço na região inferior (ģ). Abaixo estão listados os caracteres em suas formas maiúsculas e minúsculas, junto aos respectivos nomes das letras em letão e suas pronúncias no dialeto central:
| Maiúscula | Minúscula | Nome da letra | Pronúncia (IPA) | Aproximação com o português ou inglês |
| --------- | --------- | ------------- | --------------- | ------------------------------------- |
| A         | a         | a             | /a/             | alma                                  |
| Ā         | ā         | garais ā      | /a:/            | art (inglês)                          |
| B         | b         | bē            | /b/             | bonita                                |
| C         | c         | cē            | /t͡s/            | cats (inglês)                         |
| Č         | č         | čē            | /t͡ʃ/            | tchau                                 |
| D         | d         | dē            | /d/             | dor                                   |
| E         | e         | e             | /ɛ/             | pé                                    |
| E         | e         | e             | /æ/             | cat (inglês)                          |
| Ē         | ē         | garais ē      | /ɛ:/            | fair (inglês)                         |
| Ē         | ē         | garais ē      | /æ:/            | last (inglês)                         |
| F         | f         | ef            | /f/             | faca                                  |
| G         | g         | gā            | /g/             | gamela                                |
| Ģ         | ģ         | ģē            | /ɟ/             | pedinte (em algumas variantes)        |
| H         | h         | hā            | /x/             | arrasto (em algumas variantes)        |
| I         | i         | i             | /i/             | minhoca                               |
| Ī         | ī         | garais ī      | /i:/            | eat (inglês)                          |
| J         | j         | jē            | /j/             | boia (em algumas variantes)           |
| K         | k         | kā            | /k/             | camiseta                              |
| Ķ         | ķ         | ķē            | /c/             | tuesday (inglês)                      |
| L         | l         | el            | /l/             | labirinto                             |
| Ļ         | ļ         | eļ            | /ʎ/             | alho                                  |
| M         | m         | em            | /m/             | moqueca                               |
| N         | n         | en            | /n/             | náutico                               |
| Ņ         | ņ         | eņ            | /ŋ/             | sing (inglês)                         |
| O         | o         | o             | /o/             | mosca                                 |
| O         | o         | o             | /o:/            | go (inglês)                           |
| O         | o         | o             | /uo/            | wasp (inglês), mas mais fechado       |
| P         | p         | pē            | /p/             | pipoca                                |
| R         | r         | er            | /r/             | rato (em algumas variantes)           |
| S         | s         | es            | /s/             | sotaque                               |
| Š         | š         | eš            | /ʃ/             | chato                                 |
| T         | t         | tē            | /t/             | tonto                                 |
| U         | u         | u             | /u/             | música                                |
| Ū         | ū         | garais ū      | /u:/            | boot (inglês)                         |
| V         | v         | vē            | /v/             | vida                                  |
| Z         | z         | zē            | /z/             | zebra                                 |
| Ž         | ž         | žē            | /ʒ/             | loja                                  |

### História da escrita

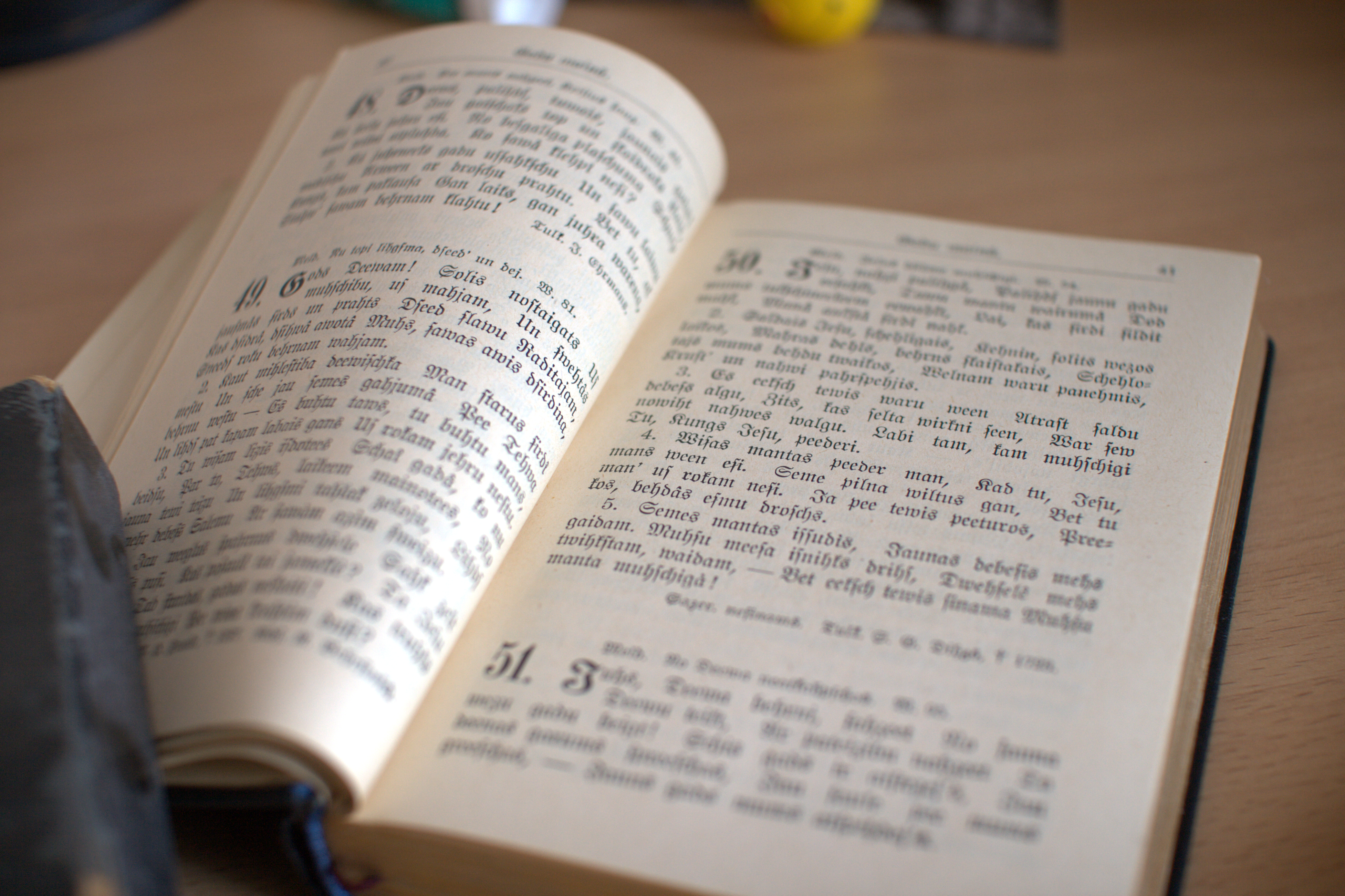
Bíblia escrita na antiga ortografia do letão

O letão ainda era uma língua unicamente oral na época da chegada dos imigrantes alemães no território da Letônia, começando  a ser escrita a partir dos esforços da Reforma Protestante em realizar as práticas religiosas na língua do povo. Com isso, membros do clero utilizavam um sistema fonético germânico para traduzir catecismos e hinos para o letão, de forma que os primeiros documentos escritos em letão não representavam propriamente os fonemas da língua e tinham cunho religioso. Nesse processo, o primeiro livro escrito em letão de que se tem registro data de 1525, o primeiro dicionário de 1638, a primeira gramática de 1644 e a primeira versão traduzida da Bíblia de 1689.
Com a ocupação pelo Império Russo, a Letônia se manteve caracterizada por uma elite germânica, com as publicações na língua preservando o caráter religioso. No entanto, no século XIX o país presenciou transformações decorrentes da influência de outros movimentos políticos e sociais europeus, de modo que iniciou-se a publicação de textos escritos pela população leta e que abordavam outros gêneros, como o jornalístico. Por volta das décadas de 1910 e 1920, linguistas letos se uniram para conceber uma ortografia mais apropriada para a língua, o que culminou na ortografia utilizada atualmente.

## Gramática
A língua letã preserva muitas das características sintáticas e morfológicas do indo-europeu, sendo uma língua sintética com diversos casos gramaticais e desinências verbais. 
As palavras em letão são classificadas como pertencentes a uma das seguintes 10 classes gramaticais: substantivos, adjetivos, numerais, pronomes, verbos, advérbios, preposições, conjunções, partículas e interjeições. A classificação também pode ser feita com base em 3 grandes grupos: palavras de conteúdo semântico, que contribuem para a construção de significado na frase (substantivos, adjetivos, numerais, pronomes, verbos e advérbios); palavras de função gramatical, que não possuem conteúdo semântico e servem majoritariamente para conectar partes da sentença (preposições, conjunções e partículas); e interjeições, que não se classificam nos grupos anteriores e se manifestam como elementos textuais isolados. É importante notar, no entanto, que existem casos que extrapolam tal sistema de classificação, como palavras de conteúdo utilizadas com função gramatical ou palavras de função gramatical apresentando conteúdo semântico (menos frequente).
De acordo com sua classificação, as palavras em letão são declináveis (substantivos, adjetivos, numerais, numerais, pronomes e verbos) ou indeclináveis (advérbios, preposições, conjunções, partículas e interjeições). Entretanto, alguns substantivos e adjetivos caracterizados como empréstimos e certos numerais são indeclináveis.

### Substantivos
Os substantivos em letão são flexionados em gênero, número e caso gramatical, assim como ocorre com adjetivos, numerais e pronomes. A partir disso, a língua apresenta um sistema de seis declinações, sendo três masculinas e três femininas.

#### Gênero
Assim como outras línguas indo-europeias, há a divisão dos substantivos em dois gêneros: masculino (vīriešu dzimte) e feminino (sieviešu dzimte). Enquanto palavras que denotam humanos e animais geralmente são classificadas de acordo com o sexo, outros vocábulos são agrupados apenas por questões de declinação. Alguns agrupamentos são mais regulares, como nomes de países, estados, cidades e rios que tendem a ser femininos, ou nomes de montanhas e lagos que são usualmente masculinos. Nesse contexto, algumas palavras apresentam gêneros diferentes da norma padrão e no letão coloquial, como seja 'face', classificado como feminino mas frequentemente flexionado como masculino (sejs) em conversas informais.
Na maioria dos casos, é possível reconhecer o gênero da palavra pela sua terminação: substantivos masculinos geralmente terminam em -s, -š, -is e -us, enquanto substantivos femininos geralmente terminam em -a ou -e, havendo algumas exceções constituídas por palavras terminadas em -a que são consideradas masculinas. A classificação por gênero também é expressada em sobrenomes e nomes de profissões que concordam com a pessoa a que se referem, como em:
Ozoliņš (sobrenome masculino) vs. Ozoliņa (sobrenome feminino)
Skolotājs 'professor' vs. Skolotājs 'professora'

#### Número
As palavras em letão podem ser singulares ou plurais, sendo que uma característica marcante da língua é grande quantidade de substantivos registrados apenas no plural, mas que podem denotar objetos singulares (também conhecidos como pluralia tantum). Abaixo encontram-se alguns exemplos, sendo importante ressaltar que o pertencimento a algumas dessas categorias não necessariamente implica que o substantivo será um plurale tantum.
- Cerimônias e festas: svētki 'feriado', Ziemsvētki 'Natal', kāzas 'casamento'
- Refeições: brokastis 'café da manhã', pusdienas 'almoço', vakariņas 'jantar'
- Pontos cardeais: ziemeļi 'norte', dienvidi 'sul', astrumi 'leste', rietumi 'oeste'
- Substâncias consistindo em partículas: milti 'farinha', putraimi 'cereal', dubļi 'lama'
- Conceitos abstratos: šaubas 'dúvida', briesmas 'perigo', sāpes 'dor'

#### Casos gramaticais
O letão possui 7 casos gramaticais (algumas gramáticas consideram apenas 6, excluindo-se o instrumental), sendo usualmente marcados nas terminações de substantivos, adjetivos e pronomes. Com exceção do caso vocativo, cujo único propósito é demarcar a fala direta com o interlocutor, caso apresenta uma gama de funções a depender do contexto. Além disso, a alternãncia entre casos gramaticais sem mudança de sentido é um fenômeno que ocorre com muita frequência na língua, cujas causas mais apontadas são a multifuncionalidade do genitivo e o sincretismo histórico de diferentes casos.  Abaixo estão listadas as principais funções sintáticas de cada caso:
1. Caso Nominativo
O caso nominativo possui como principal função a de sujeito da oração, como em es rakstu vēstuli 'eu estou escrevendo uma carta'. Dentre outras serventias, ele também pode funcionar na língua como objeto de construções no modo debitivo e predicativo de construções com os verbos 'ser' e 'se tornar'. Além disso, como o letão não possui um verbo equivalente ao verbo 'ter' em português, o verbo būt 'ser' também é utilizado para construir construções afirmativas de posse, em que o possuidor é flexionado no dativo e o item possuído é flexionado no nominativo:
Man ir karķis 'eu tenho um gato' (lit. 'para mim é um gato')
2. Caso Genitivo
O caso genitivo tem como principal função a de possuidor em relações de posse, como em meitenes grāmata 'o livro da menina'. O genitivo também é usado para marcar a substância de um item, o sobrenome em construções que usam títulos de formalidade como Mr. e Ms. e o complemento de adjetivos como 'rico' e 'ambicioso'. Além disso, o genitivo é utilizado em construções de posse junto ao verbo būt 'ser' de modo semelhante ao nominativo, mas em sentenças negativas, em que o possuidor é flexionado no dativo e o item possuído é flexionado no genitivo:
Viņam nav naudas 'ele não tem dinheiro' (lit. 'para ele não é dinheiro')
3. Caso Dativo
A principal função do caso dativo é a marcação do objeto indireto, sendo também utilizado para marcar o complemento de adjetivos como 'útil' e 'obediente' e expressões que denotam propósito, como em es krāju naudu atvaļinājumam 'eu estou guardando dinheiro para as (minhas) férias'. Além disso, o sujeito de frases com o verbo būt 'ser' é flexionado no dativo:
Viņiem ir skaists dārzs 'eles têm um jardim bonito' (lit. para eles é um jardim bonito')
4. Caso Acusativo
O caso acusativo é usado principalmente para marcar o objeto direto. Em letão, também são marcadas no dativo medidas relacionadas a adjetivos como 'longo' e 'alto' e expressões que denotam frequência temporal, como em viņš gadu nostrādāja īrijā 'ele trabalhou na Irlanda por um ano'.
5. Caso Locativo
O caso locativo possui como principal função a de marcação de lugar, como em mēs ēdam virtuvē 'nós comemos na cozinha'. Além disso, ele também é usado na língua em expressões de posicionamento temporal, maneira com a qual uma ação é realizada e resultado de uma ação. 
6. Caso Vocativo
A única função sintática do caso vocativo é abordar o interlocutor, seja no discurso oral ou escrito. O vocativo foi absorvido de outras línguas posteriormente à formação dos outros casos, de forma que apenas substantivos singulares possuem flexão fundamentalmente vocativa, como em dakter! 'doutor!'. Em frases de chamamento com substantivos no plural, ocorre a flexão no nominativo.
7. Caso Instrumental
O caso instrumental serve majoritariamente para indicar o meio ou instrumento com o qual uma ação é realizada, sendo sua existência ou apagamento no letão moderno um tema de debate. Enquanto alguns autores argumentam que o caso ainda é presente na língua, outros alegam o contrário por duas razões principais: as formas no instrumental são predominantemente idênticas às do acusativo no singular e às do dativo no plural, sendo apenas acrescentada a preposição ar 'com'; em expressões que omitem a preposição, muitos consideram que o termo formado é um advérbio, como em iet kājām 'ir a pé'.

### Pronomes
Os pronomes estão entre as palavras mais usadas em letão, sendo usualmente divididos nos seguintes grupos: pronomes pessoais, pronome reflexivo, pronomes possessivos, pronomes demonstrativos, pronomes interrogativos, pronomes relativos, pronomes indefinidos, pronomes definidos e pronomes negativos. O conceito animacidade se aplica nos pronomes da língua, mesmo que de forma restrita: os pronomes pessoais e os pronomes possessivos mans (mana, mani, manas) e tavs (tava, tavi, tavas) só fazem referência a humanos, enquanto todos os outros pronomes fazem também referência a objetos e outros seres vivos.

#### Pronomes Pessoais
O quadro de pronomes pessoais da língua é constituído por 3 pessoas no singular e no plural, de forma que a 3a pessoa distingui-se nas formas masculina e feminina. Além disso, os pronomes são declinados em 5 casos gramaticais, sendo que algumas gramáticas também apontam a declinação no caso instrumental.
| Caso gramatical | Singular | Singular | Singular      | Singular     | Plural | Plural | Plural        | Plural       |
| Caso gramatical | 1a PS    | 2a PS    | 3a PS (masc.) | 3a PS (fem.) | 1a PP  | 2a PP  | 3a PP (masc.) | 3a PP (fem.) |
| --------------- | -------- | -------- | ------------- | ------------ | ------ | ------ | ------------- | ------------ |
| Nominativo      | es       | tu       | viņš          | viņa         | mēs    | jūs    | viņi          | viņas        |
| Genitivo        | manis    | tevis    | viņa          | viņas        | mūsu   | jūsu   | viņu          | viņu         |
| Dativo          | man      | tev      | viņam         | viņai        | mums   | jums   | viņiem        | viņām        |
| Acusativo       | mani     | tevi     | viņu          | viņu         | mūs    | jūs    | viņus         | viņas        |
| Locativo        | manī     | tevī     | viņā          | viņā         | mūsos  | jūsos  | viņos         | viņās        |

Os pronomes pessoais estão relacionados com o fenômeno da animacidade no sentido de referenciarem apenas humanos na variedade padrão, sendo animais e objetos referenciados pelos pronomes demonstrativos tas 'esse' (masculino), tā 'essa', tie 'esses' e tās 'essas'. Entretanto, essa regra é flexível na variedade coloquial: é comum que os pronomes de primeira e segunda pessoas do plural denotem a pessoa e seu animal de estimação, além de a terceira pessoa ser também utilizada para se referir a animais e objetos.
Quanto a alternâncias por grau de formalidade, a segunda pessoa do singular é substituída pela segunda pessoa do plural em situações formais, como em conversas com autoridades ou pessoas mais velhas. Apesar de ainda presente na língua, essa substituição já não é tão comum na atualidade, sendo cada vez menos utilizada pelas novas gerações e em veículos da mídia.
Em construções envolvendo a primeira pessoa do singular e outras pessoas do discurso, é comum que sejam utilizados os pronomes da segunda e terceira pessoas do plural, constituindo os denominados pronomes plurais inclusivos. Como exemplo, temos:
Mēs ar Anitu apmeklēsim dzintaru izstādi 'Eu e a Anita vamos visitar a exposição de âmbar' (lit. Nós com a Anita)

#### Pronome Reflexivo
O pronomes reflexivo sevis é utilizado em construções em que a ação é dirigida para o agente, como na frase abaixo:
Es redzu sevi spogulī 'eu estou olhando para mim no espelho'.
O pronome se flexiona nos casos gramaticais genitivo (sevis), dativo (sev), acusativo (sevi) e locativo (sevī), não se flexionando no nominativo por não constituir o sujeito de uma oração. Além disso, não é flexionado de acordo com as pessoas do discurso, de forma que situações de ambiguidade são contornadas por meio da adição de pronomes definidos ou pela combinação de um pronome definido com um pronome possessivo.

#### Pronomes Possessivos
Para denotar relações de posse em letão, utiliza-se tanto o caso genitivo quanto os pronomes possessivos. Os pronomes possessivos que se diferem das formas genitivas dos pronomes pessoais são os de primeira e segunda pessoa do singular, flexionados por caso gramatical e pelo gênero do item possuído. As flexões são as mesmas de adjetivos indefinidos:
| Caso gramatical | Singular  | Singular  | Singular  | Singular  | Plural    | Plural    | Plural    | Plural    |
| Caso gramatical | Masculino | Masculino | Feminino  | Feminino  | Masculino | Masculino | Feminino  | Feminino  |
| Caso gramatical | 1a pessoa | 2a pessoa | 1a pessoa | 2a pessoa | 1a pessoa | 2a pessoa | 1a pessoa | 2a pessoa |
| --------------- | --------- | --------- | --------- | --------- | --------- | --------- | --------- | --------- |
| Nominativo      | mans      | tavs      | mana      | tava      | mani      | tavi      | manas     | tavas     |
| Genitivo        | mana      | tava      | manas     | tavas     | manu      | tavu      | manu      | tavu      |
| Dativo          | manam     | tavam     | manai     | tavai     | maniem    | taviem    | manām     | tavām     |
| Acusativo       | manu      | tavu      | manu      | tavu      | manus     | tavus     | manas     | tavas     |
| Locativo        | manā      | tavā      | manā      | tavā      | manos     | tavos     | manās     | tavās     |

Além dos pronomes possessivos acima, há ainda o pronome possessivo reflexivo savs, utilizado para atribuir posse a qualquer pessoa do discurso e sendo também flexionado como os adjetivos indefinidos. Pode causar ambiguidade assim como o pronome pessoal possessivo, como no exemplo abaixo:
Vai tu man ļautu satikties ar tavu māsu? 'Você me deixaria conhecer a sua irmã?' / 'Você me deixaria conhecer a minha irmã?'

### Verbos
Os verbos em letão apresentam as categorias gramaticais de modo/evidencialidade e tempo/aspecto, sendo que o funcionamento da flexão verbal também depende da pessoa, número, voz, gênero e caso gramatical (os dois últimos responsáveis pela flexão de alguns verbos no particípio). Cada verbo é associado a uma dentre três classes de conjugações.

#### Classes de Conjugação
Com exceção dos verbos três verbos irregulares būt 'ser', dot 'dar' e iet 'ir', os verbos em letão são classificados nas três classes de conjugação listadas abaixo. As terminações -āt e -ēt são características tanto da segunda quanto da terceira conjugação, sendo que a maioria dos verbos terminados em -āt pertence à segunda conjugação, de forma que apenas dois desses verbos pertencem à terceira: dziedāt 'cantar' e raudāt 'chorar'. A classificação dos verbos terminados em -ēt é mais imprecisa, sendo necessário consultar um dicionário ou outra lista de conjugações para checar a qual grupo o verbo pertence.
- Primeira conjugação: verbos monossilábicos não reflexivos terminados em -t no infinitivo
- Segunda conjugação: verbos não reflexivos terminados em -āt, -ēt, ot e ut.
- Terceira conjugação: verbos não reflexivos terminados em -āt, -ēt, -īt, -ināt

#### Modo e Evidencialidade
O letão apresenta cinco modos verbais, sendo um realis (indicativo) e quatro irrealis (imperativo, subjuntivo, relativo e debitivo). Além disso, o fenômeno da evidencialidade é presente no letão majoritariamente por meio do modo relativo, sendo também observado em verbos no indicativo que expressam relações semelhantes às do modo relativo. Nesses casos, a marca de evidencialidade é o discurso reportado, em que o indivíduo relata o que outro falante disse. Abaixo estão listados os modos verbais do letão junto às suas principais funções e principais formas de marcação:  
| Modo       | Marcação             | Contexto                                    | Exemplo                                    | Tradução                                 |
| ---------- | -------------------- | ------------------------------------------- | ------------------------------------------ | ---------------------------------------- |
| Indicativo | não marcado          | Declarações tidas como verdadeiras          | visi klātesošie dziedāja mūziķiem līdzi    | todos cantaram junto aos músicos         |
| Imperativo | sufixos -iet, -ietes | Comandos, pedidos, conselhos e convites     | runājiet!                                  | fale!                                    |
| Subjuntivo | sufixos -tu, -tos    | Situações hipotéticas, desejos e propósitos | ja man būtu laiks, es brauktu atvaļinājumā | se eu tivesse tempo, eu sairia de férias |
| Relativo   | sufixos -ot, -oties  | Declarações reportadas da fala de terceiros | viņa teica, ka ejot uz veikalu             | ela falou que estava indo para a loja    |
| Debitivo   | prefixo jā-          | Necessidades e ações obrigatórias           | man jāiet                                  | eu preciso ir                            |

1. ↑  O imperativo só ocorre propriamente na segunda pessoa, sendo a segunda pessoa do singular não marcada e a segunda pessoa do plural atrelada aos sufixos acima

#### Tempo e Aspecto
A questão do aspecto na língua é um ponto de divergência entre linguistas. Alguns consideram que as demarcações morfológicas são apenas fenômenos que emergem da derivação e formação das palavras, sendo que os afixos adicionados na marcação aspectual ocorrem identicamente em todas as formas verbais e existem verbos afixados que não possuem versão sem afixo, por exemplo. Nesse contexto, afirma-se que o fenômeno que ocorre no letão está mais próximo de um aspecto lexical do que do aspecto gramatical. Já outros estudos consideram o aspecto como uma flexão verbal e propriamente uma categoria gramatical do verbo. A língua apresenta oposição aspectual em duas distinções principais, que podem ser combinadas:
- imperfectivo/perfectivo, por meio da adição de prefixos a verbos que expressam ações perfectivas

Viņš pirka puķes 'ele estava comprando flores' vs. viņš nopirka puķes 'ele comprou flores'
- pontual/iterativo, por meio da adição de infixos a verbos que expressam ações iterativas

Lēkt 'pular' vs. lēkāt 'pular repetida vezes'
Quanto ao tempo, a língua apresenta distinção entre passado, presente e futuro e entre formas verbais simples e perfeitas, formando então seis tempos verbais principais.

#### Formas simples
As formas simples, também chamadas de indefinidas, têm como característica principal a marcação temporal pontual, sem avaliação da ação em relação ao seu resultado no tempo. O letão possui os tempos verbais simples passado, presente e futuro, de forma que as conjugações verbais em cada um depende da classe de conjugação a que o verbo em questão pertence. 
As principais funções de cada tempo simples são semelhantes às do português: o passado simples relata ações passadas; o presente simples tanto relata ações que acontecem no momento quanto é utilizado em outros contextos, como narração de uma história ou relato de um evento futuro predeterminado; e o futuro simples é majoritariamente usado para relatar eventos futuros, sendo também usado em frases que expressam comando ou dúvidas em relação ao futuro. Alguns exemplos incluem:
| Tempo Verbal     | Exemplo                                 | Português                          |
| ---------------- | --------------------------------------- | ---------------------------------- |
| Passado Simples  | katru dienu rakstu daudz epastu         | todo dia eu escrevo muitos emails  |
| Presente Simples | visi klātesošie dziedāja mūziķiem līdzi | todos cantaram junto aos músicos   |
| Futuro Simples   | es šogad nebraukšu atvaļinājumā         | eu não vou sair de férias esse ano |

#### Formas perfeitas
As formas perfeitas, também chamadas de compostas, têm como característica principal a expressão de relações de resultado no tempo, como avaliação das consequências de uma ação passada no momento presente. Tais formas são construídas a partir da associação dos verbos būt 'ser' ou nebūt 'não ser' à versão do passado particípio ativo do verbo em questão, sendo que o passado particípio é formado pela substituição da terminação de passado simples pelas terminações abaixo, a depender do gênero e número do sujeito da ação e da classificação do verbo como reflexivo ou não reflexivo. É importante notar que a categoria de verbos reflexivos no letão não se limita a verbos cuja ação é direcionada ao agente, mas também abrange uma gama de verbos que têm seu significado modificado na forma reflexiva, como em klausīt 'obedecer' vs. klausīties 'escutar' (reflexivo).
| Classificação verbal | Número e Gênero | Número e Gênero | Terminação | Exemplo                 | Aproximação com o inglês      |
| -------------------- | --------------- | --------------- | ---------- | ----------------------- | ----------------------------- |
| Não reflexivo        | Singular        | masculino       | -is        | es esmu rakstījis       | I (masc.) have written        |
| Não reflexivo        | Singular        | feminino        | -usi       | tu esi rakstījusi       | you (fem.) have written       |
| Não reflexivo        | Plural          | masculino       | -uši       | viņi nav rakstījuši     | they (masc.) have not written |
| Não reflexivo        | Plural          | feminino        | -ušās      | mēs neesam rakstījušas  | we (fem.) have not written    |
| Reflexivo            | Singular        | masculino       | -ies       | viņš nav klausījies     | he has not listened           |
| Reflexivo            | Singular        | feminino        | -usies     | viņa ir klausījusies    | she has listened              |
| Reflexivo            | Plural          | masculino       | -ušies     | jūs neesat klausījušies | you (masc.) have not listened |
| Reflexivo            | Plural          | feminino        | -ušās      | viņas ir klausījušās    | they (fem.) have listened     |

1. ↑  Em português, a tradução mais próxima seria construída com o advérbio já + verbo no passado simples (eu já escrevi) ou já + verbo haver + verbo no particípio passado (eu já havia escrito)

As formas verbais perfeitas constituem o passado perfeito, presente perfeito e futuro perfeito, sendo que suas flexões também depende da classe de conjugação de cada verbo. As principais funções dessas formas em letão são: o passado perfeito denota ações no passado que antecedem outras ações passadas no presente simples; o presente perfeito denota ações passadas sem determinação pontual de tempo e ações passadas que influenciam o presente; e o futuro perfeito denota ações futuras que acontecerão antes de outras ações no futuro simples. Alguns exemplos incluem:
| Tempo Verbal      | Exemplo                                             | Aproximação com o português                                      |
| ----------------- | --------------------------------------------------- | ---------------------------------------------------------------- |
| Passado Perfeito  | Kad viņa atnāca, mēs jau bijām paēduši              | Quando ela chegou, nós já havíamos comido                        |
| Presente Perfeito | Aktīvā satiksme liecina, ka darba diena ir sākusies | O tráfico intenso mostra que o dia de trabalho já havia começado |
| Futuro Perfeito   | Kad besim pabduši, mbs iesim uz kino.               | Quando nós tivermos comido, iremos ao cinema                     |

### Sentença
O letão apresenta todos os seis tipos de ordem dos constituintes de uma sentença, sendo SVO a ordem padrão e mais utilizada e VSO e VOS as ordens menos comuns. No entanto, apesar de o grande número de casos gramaticais implicar maior liberdade na ordem das palavras dentro da sentença, isso não significa que a ordem das palavras é completamente livre na língua ou que a reorganização dos vocábulos não implica em mudança de sentido. Existem diversos posicionamentos preferíveis para os constituintes das orações, havendo situações em que a ordem escolhida determina as funções sintáticas das palavras, como nos exemplos abaixo:
- Palavras no caso nominativo podem funcionar tanto como sujeito quanto como predicativo de uma oração

Māksla ir radīšana 'arte é criação' vs. radīšana ir māksla 'criação é arte'
- Palavras no caso dativo podem funcionar tanto como sujeito quanto como objeto de uma oração

Man jums kas vēstāms 'eu tenho algo para te dizer' vs. jums man kas vēstāms 'você tem algo para me dizer'
- O posicionamento de palavras no genitivo em relação a formas nominativas altera o sentido da relação

Pudele piena 'uma garrafa de leite' (com foco na medida) vs. piena pudele 'uma garrafa de leite' (com foco na adjetivação da garrafa)

#### Alinhamento morfossintático
Quanto ao alinhamento morfossintático, o letão é considerado uma língua nominativa-acusativa, de forma que não há distinção entre o sujeito de uma frase transitiva e intransitiva, ao passo que o objeto de uma frase transitiva é marcado. Essa marcação na língua é feita por meio dos casos gramaticais.

## Vocabulário

### Números cardinais
Abaixo estão listados os principais números cardinais em letão, que possui uma base numérica decimal.
| Número | Letão       | Número | Letão           | Número     | Letão                          |
| ------ | ----------- | ------ | --------------- | ---------- | ------------------------------ |
| 0      | nulle       | 14     | četrpadsmit     | 80         | astoņdesmit                    |
| 1      | viens       | 15     | piecpadsmit     | 90         | deviņdesmit                    |
| 2      | divi        | 16     | sešpadsmit      | 100        | simt                           |
| 3      | trīs        | 17     | septiņpadsmit   | 101        | simt viens                     |
| 4      | četri       | 18     | astoņpadsmit    | 121        | simt divdesmit viens           |
| 5      | pieci       | 19     | deviņpadsmit    | 200        | divsimt, divi simt             |
| 6      | seši        | 20     | divdesmit       | 1.000      | tūkstoš                        |
| 7      | septiņi     | 21     | divdesmit viens | 2.000      | divtūkstoš, divi tūkstoši      |
| 8      | astoņi      | 22     | divdesmit divi  | 10.000     | desmittūkstoš, desmit tūkstoši |
| 9      | deviņi      | 30     | trīsdesmit      | 100.000    | simttūkstoš, simt tūkstoši     |
| 10     | desmit      | 40     | četrdesmit      | 1 milhão   | miljons                        |
| 11     | vienpadsmit | 50     | piecdesmit      | 10 milhões | desmit miljoni                 |
| 12     | divpadsmit  | 60     | sešdesmit       | 1 bilhão   | miljards                       |
| 13     | trīspadsmit | 70     | septiņdesmit    | 1 trilhão  | triljons                       |

### Termos de marcação temporal

#### Dias da semana
Os dias da semana são denominados "primeiro dia", "segundo dia", etc. a partir de segunda-feira, sendo o domingo chamado de "dia santo". Abaixo estão listados os dias da semana na língua:
| Letão       | Português     |
| ----------- | ------------- |
| pirmdiena   | segunda-feira |
| otrdiena    | terça-feira   |
| trešdiena   | quarta-feira  |
| ceturtdiena | quinta-feira  |
| piektdiena  | sexta-feira   |
| sestdiena   | sábado        |
| svētdiena   | domingo       |

#### Meses do ano
Os meses do ano em letão são semelhantes às formas em português, como mostrado na tabela abaixo:
| Letão      | Português |
| ---------- | --------- |
| janvāris   | janeiro   |
| februāris  | fevereiro |
| marts      | março     |
| aprīlis    | abril     |
| maijs      | maio      |
| jūnijs     | junho     |
| jūlijs     | julho     |
| augusts    | agosto    |
| septembris | setembro  |
| oktobris   | outubro   |
| novembris  | novembro  |
| decembris  | dezembro  |

## Menções
- O letão foi tema da 23a questão da primeira fase da edição Khipu (2022) da Olimpíada Brasileira de Linguística, em que foram abordadas relações semânticas de palavras da língua.[122]